# Eswars
Eswars település Franciaországban, Nord megyében. Lakosainak száma 360 fő (2022. január 1.). Eswars Thun-l’Évêque, Cuvillers, Escaudœuvres és Ramillies községekkel határos.

## Népesség
A település népességének változása:
| Lakosok száma | 347  | 348  | 360  | 352  | 351  | 350  | 349  | 356  | 360  |
|               | 2013 | 2015 | 2016 | 2017 | 2018 | 2019 | 2020 | 2021 | 2022 |